# Harpyienmadonna
Die Harpyienmadonna ist ein Altarbild des italienischen Malers Andrea del Sarto. Es gilt als sein Meisterwerk.

## Der Auftrag
Gemäß dem Vertrag, den der Maler am 14. Mai 1515 mit dem Aufseher des Nonnenkonvents der Franziskanerinnen von San Francesco dei Macci in Florenz geschlossen hatte, sollte er ein Altarbild mit einer Marienkrönung und den Heiligen Johannes und Bonaventura malen und innerhalb eines Jahres abliefern. Abgeliefert hat er aber zwei Jahre später ein Bild der Madonna mit dem Jesusknaben auf einem polygonalen Sockel, zwei Engeln und den Heiligen Johannes und Franziskus. Der Sockel, der eine Inschriftentafel trägt, ist mit Fabeltieren, den Harpyien dekoriert, die Giorgio Vasari zu dem Namen Harpyienmadonna angeregt haben, unter dem das Bild bekannt ist.
Nachdem das Bild den Nonnen zunächst als Altarbild gedient hatte, erwarb es Ferdinando de’ Medici von den Nonnen für seine Kunstsammlung – im Tausch gegen eine Kopie durch Francesco Petrucci (1660–1717) und die vollständige Renovierung ihrer Kirche.

## Beschreibung
Die Madonna steht auf einem antikisierenden Sockel, der vor einer steinernen Nische auf einem geschwungenen Podest aufgestellt ist. Auf dem rechten Arm trägt sie den Jesusknaben, der sich zärtlich an die Schulter der Mutter schmiegt. Das Gewicht des Knaben gleicht sie aus mit dem vorgeschobenen Spielbein, auf das sie ein Buch stützt. Die beiden kleinen Putten scheinen sie mit aller Kraft zu stützen. Sie ist gekleidet in ein hellrotes Gewand, aus dem das hellgelbe Untergewand am Arm hervorschaut und in einen seidenen blauen Mantel. Um die Schulter hat sie ein goldfarbenes Tuch geschwungen, auf das der weiße Kopfschleier locker herunterfällt.
Sie wird begleitet von dem Heiligen Franziskus, der sich ihr zwar zuwendet, gleichzeitig aber den Betrachter anschaut. Er ist bekleidet mit einer stoffreichen grauen Kutte und hält in der Hand das Kreuz. Das differenzierte Farbspiel der grauen Kutte ist eine Variation und gleichzeitig Bindeglied zu dem ganz in Grautönen gehaltenen Hintergrund. Zur Linken der Madonna steht ein jugendlicher und athletischer Johannes, gekleidet in ein lila-graues Untergewand und einen hellroten, sich üppig bauschenden Mantel, der bei all seinem Faltenreichtum den Körper des Heiligen modelliert. In der Hand hält er das Evangelienbuch, und auch er schaut den Betrachter an.
Auf dem Sockel befinden sich zwei Inschriften. In der Kartusche:
AD SUMMU[M] / REG[I]NA TRO / NU[M] DEFER / TUR IN AL / TUM / MDXVII
Die Signatur Andrea del Sartos befindet sich in dem darüberliegenden umlaufenden Fries und lautet
AÑD.SÃR.FLÕ.FÃB

## Deutung
Die herausragende Qualität von Andrea del Sartos Bild wurde schon von Vasari gewürdigt. Der Maler befindet sich hier auf dem Höhepunkt seines Könnens. Er vereinigt eine an Michelangelo erinnernde monumentale Figurenauffassung mit atmosphärischer Dichte und einer offenbar durch seinen Aufenthalt in Venedig geschulten Farbbrillanz, die nach der Restaurierung von 1984 wieder sichtbar wurde. 
Ein Schlüssel zu dem Bild ist die Inschrift auf dem Sockel. Es sind die Eingangsverse einer Hymne zu Ehren der Auferstehung Mariä. Es handelt sich also um eine – allerdings ungewöhnliche – Auferstehungsmadonna. Jetzt erschließt sich auch der Sinn des eigenartigen Stützmotivs der beiden Engel: sie sind bei der Himmelfahrt Mariens behilflich.
Die ungewöhnlichen und auffallenden Fabeltiere am Sockel könnten sich auf die Offenbarung des Johannes beziehen. So heißt es dort: Als der Drache erkannte, dass er auf die Erde gestürzt war, verfolgte er die Frau, die den Sohn geboren hatte. Aber der Frau wurden die beiden Flügel des großen Adlers gegeben, damit sie in die Wüste an ihren Ort fliegen konnte. (Offenbarung 12/13-14.)
Das Bild ist gleichzeitig ein Beispiel für den Marienkult der Franziskanerinnen.